# حاجی صمدلی
حاجی صمدلی (به لاتین: Hacısəmədli) یک منطقه مسکونی در جمهوری آذربایجان است که در شهرستان آق‌سو واقع شده است. حاجی صمدلی ۴۳۱ نفر جمعیت دارد.